# Middendorff-tücsökmadár
A Middendorff-tücsökmadár (Helopsaltes ochotensis) a verébalakúak (Passeriformes) rendjébe, ezen belül a tücsökmadárfélék (Locustellidae) családjába és a Helopsaltes nembe tartozó faj. 13-15 centiméter hosszú. Ázsia középkeleti részén költ, a Fülöp-szigeteken és Borneó északi részén telel. A vízhez közeli erdős, bozótos területeket kedveli. Többnyire rovarokkal táplálkozik. Júniustól júliusig költ.

## Fordítás
- Ez a szócikk részben vagy egészben  a   Middendorff's grasshopper warbler című angol Wikipédia-szócikk fordításán alapul.  Az eredeti cikk szerkesztőit annak laptörténete sorolja fel. Ez a jelzés csupán a megfogalmazás eredetét és a szerzői jogokat jelzi, nem szolgál a cikkben szereplő információk forrásmegjelöléseként.